# Valdemora
Valdemora è un comune spagnolo di 122 abitanti situato nella comunità autonoma di Castiglia e León.